# Ivan Nilsson (idrottare)
Ivan "Landala" Nilsson, född 4 januari 1904 i Göteborg, död 18 juni 1998, var en svensk friidrottare (höjdhopp) och handbollsspelare. Han var också verksam inom bland annat schack (i SK Kamraterna), fotboll, terränglöpning, basket ("korgboll") och bowling (SM-guld 1964, tvåmannalag). I Göteborg arbetade han som telegramutbärare vid Televerket.  1928 utsågs han till Stor grabb nummer 66 i friidrott.
I friidrott tävlade han för klubbarna Landala IF i Göteborg och IK Göta i Stockholm. Han började med höjdhopp först år 1926 och vann alltså SM-guld redan sin första säsong. Han upprepade sedan bedriften både 1929 och 1930. 1928 blev han värvad av IK Göta i Stockholm, som hade verksamhet inom både friidrott och handboll.
I handboll spelade han tre A-landskamper (1 mål), åren 1934 till 1938. 1943 vann han SM-guld utomhus med IK Göta.